# Tari jonin – Pobogjongsim rjo
A Tari jonin – Pobogjongsim rjo (hangul: 달의 연인 – 보보경심 려, handzsa: 달의戀人 - 步步驚心 麗, RR: Darui yeonin – Bobogyeongsim ryeo), angol címén Moon Lovers: Scarlet Heart Ryeo, 2016. augusztus 29-én bemutatott dél-koreai dorama, melyet az SBS csatorna tűzött műsorra. A sorozat Tung Hua (Tong Hua) kínai írónő Pu pu csing hszin (步步驚心, Bu Bu Jing Xin) című regénye alapján készült, melyet Kínában már korábban televízióra adaptáltak Scarlet Heart címmel. A sorozat a cselekményt a koreai Korjo (Goryeo) királyság idejére helyezte át. A főbb szerepekben I Dzsungi (Lee Jun-gi), IU, Kang Hanul (Kang Ha-neul), Hong Dzsonghjon (Hong Jong-hyeon), Pjon Bekhjon (Byeon Baek-hyeon), Csi Szu (Ji Su) és Nam Dzsuhjok (Nam Ju-hyeok) látható.

## Cselekmény
A 21. századi Koreában élő Ko Hadzsin (Ko Ha-jin) a napfogyatkozáskor egyszer csak a középkori Korjo (Goryeo) királyságban találja magát egy 16 éves lány, He Szu (Hae Su) testében. Miközben a visszatérés lehetőségét kutatja, beleszeret Vang Szó (Wang Só)ba, a király negyedik fiába, akitől mindenki más retteg. A férfi fél arcát álarc takarja, brutális és kegyetlen harcosként tartják számon. Fivéreivel együtt ő is apja trónjára pályázik.

## Szereplők

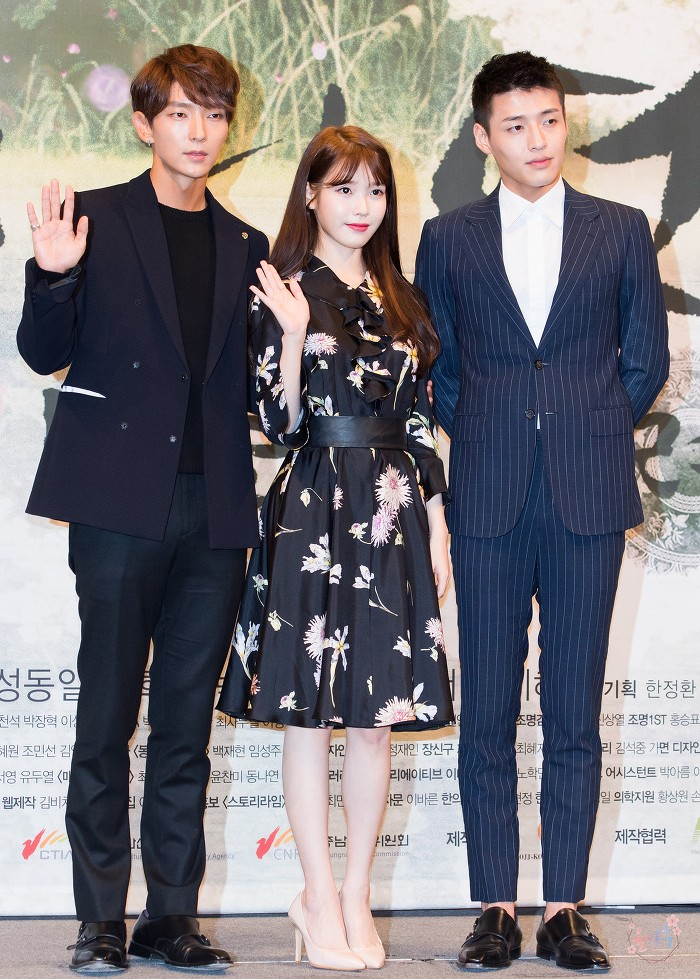
I Dzsungi (Lee Jun-gi), IU és Kang Hanul (Kang Ha-neul) a sajtókonferencián

- I Dzsungi (Lee Jun-gi) mint Vang Szo (Wang So), a 4. herceg
- IU mint Ko Hadzsin (Ko Ha-jin) / He Szu (Hae Su)
- Kang Hanul (Kang Ha-neul) mint Vang Uk (Wang Uk), a 8. herceg
- Hong Dzsonghjon (Hong Jong-hyeon) mint Vang Jo (Wang Yo), a 3. herceg
- Jun Szonu (Yoon Seon-u) mint Vang Von (Wang Won), a 9. herceg
- Pjon Bekhjon (Byeon Baek-hyeon) mint Vang Un (Wang Eun), a 10. herceg
- Nam Dzsuhjok (Nam Ju-hyeok) mint Vang Uk (Wang Wook) vagy Beka (Baeka), a 13. herceg
- Csi Szu (Ji Su) mint Vang Dzsong (Wang Jeong), a 14. herceg
- Cso Mingi (Jo Min-gi) mint Thedzso (Taejo) király
- Kim Szanho (Kim San-ho) mint Vang Mu (Wang Mu), koronaherceg

## Forgatás
Az első próbaolvasásra 2016. januárjában került sor. A forgatást Kangvon (Gangwon) tartományban kezdték meg január 27-én, a palotajeleneteket a Baekje Cultural Land élményparkban vették fel. A jelenetet, ahol Hadzsin (Ha-jin) beleugrik a tóba, a Cshondzsuho (천주호, Cheonjuho) tónál vették fel Phocshon (Pocheon)ban. A palotajelenetek másik részét az Ondal Turistaparkban (온달관광지) forgatták Észak-Cshungcshong (Chungcheong) tartomány Tanjang (Danyang) megyéjében. A hagyományos hanokjairól híres namphjongi Mun (nampyeongi Mun) klán rezidenciája (남평문씨본리세거지) Tegu (Daegu)ban is forgatási helyszínül szolgált. A forgatást július 1-jén fejezték be.